# Fate/stay night: Heaven's Feel II. lost butterfly
Fate/stay night: Heaven's Feel II. Lost Butterfly es una película de fantasía de anime japonesa de 2019 producida por ufotable y dirigida por Tomonori Sudō. La segunda entrega de la trilogía Fate/stay night: Heaven's Feel, se estrenó en Japón el 12 de enero de 2019 y en los Estados Unidos el 14 de marzo de 2019.
La historia está adaptada de Heaven's Feel, la tercera y última ruta de la novela visual Fate/stay night. Continuando inmediatamente con los eventos de Fate/stay night: Heaven's Feel I. presage flower, la película se centra en la Guerra del Santo Grial y la relación entre Shirou Emiya y Sakura Matou, dos adolescentes que participan en el conflicto. Después de que Shirou es eliminado de la Guerra como Maestro, continúa buscando la salvación para Sakura y los otros participantes.
La película fue un éxito comercial y de crítica, con ingresos de ¥1.5 billion más rápido que su predecesor. Al 14 de julio de 2019, ha recaudado US$19,8 millionMundial. Una secuela, Fate/stay night: Heaven's Feel III. spring song, fue lanzada en Japón el 15 de agosto de 2020.

## Argumento
Después de la desaparición de Saber, Shirou Emiya es efectivamente eliminada de la Guerra del Santo Grial, pero tiene la intención de seguir luchando independientemente. Después de regresar de una reunión con Rin Tohsaka, Shirou descubre que Sakura Matou ha sido secuestrada por su hermano Shinji y los dos se enfrentan a él. Sakura les ruega a todos que se detengan y Rider escucha su llamada, revelando a Sakura como su verdadera Maestra. Ante la realidad de que nunca será un mago, Shinji rocía a Sakura con una poción que la hace perder el control de su maná y huye. Archer y Rin atacan a Sakura, pero Rider la defiende y comienza a convertirlos en piedra con su mirada, revelando su identidad como Medusa. Sin embargo, cuando Shirou se lastima y pierde el conocimiento, el dolor de Sakura hace que se lastime, lo que obliga a Rider a detenerse.
Shirou despierta en la iglesia Fuyuki, donde el sacerdote Kirei Kotomine opera en Sakura. Explica que el cuerpo de Sakura está infestado por los gusanos cresta de Zōken Matou, que se alimentan de su maná excitándola . Mientras Rin contempla matar a Sakura por el peligro que representa, Kotomine le revela a Shirou que las dos chicas son hermanas de sangre y que Sakura fue entregada a la familia Matou para su adopción. A pesar de los intentos de Sakura de alejarlo por su propia seguridad, Shirou promete que la protegerá incluso a costa de sus ideales, lo que también hace que Rin retroceda. Sakura luego regresa a la casa de Emiya con Rider, quien lentamente comienza a confiar en Shirou. Sin embargo, Sakura se excita cada vez más debido a los Crest Worms y su comportamiento se vuelve errático.
Shirou y Rin buscan a Illyasviel von Einzbern para formar una alianza, pero la encuentran en la batalla con Zōken y la sombra, que desata al corrupto Saber Alter para someter a Berserker para que pueda devorarlo. Mientras que Archer es capaz de expulsar al Assassin de Zōken, la sombra lo hiere mortalmente y le corta el brazo izquierdo a Shirou antes de retirarse. Antes de morir, Archer se corta el brazo izquierdo y se lo trasplanta a Shirou para salvar su vida. Habiendo perdido a sus sirvientes, Rin e Illya se mudan a la casa de Emiya para planificar su próximo paso mientras ayudan a Shirou a acostumbrarse a su nuevo brazo, ahora sellado con una tela sagrada ya que su cuerpo no puede manejar el poder de Archer en su interior. Sin embargo, a medida que Rin se acerca más a Shirou, Sakura se pone celosa y le pregunta si la ama románticamente, a lo que Shirou afirma que sí, lo que resulta en que los dos tengan relaciones sexuales.
Una noche, Sakura camina sonámbula por la ciudad y mata a varias personas. El Servant Gilgamesh la ataca, pero la sombra lo devora. Sakura luego regresa a la casa de Emiya y Shirou se da cuenta de que la sombra proviene de ella. Postrada en cama por las heridas infligidas por Gilgamesh, Illya le dice a Sakura que se ha convertido en el recipiente del Santo Grial y, por lo tanto, no le queda mucho tiempo de vida. Más tarde, Illya, que es secretamente la hija biológica de Kiritsugu Emiya y, por lo tanto, la hermana adoptiva de Shirou, deja de lado su rencor contra él por aparentemente haberla abandonado después de escuchar a Taiga hablar sobre cómo trató de regresar con ella antes de su muerte. Mientras tanto, Zōken se acerca a Shirou, quien revela que la sombra es un pedazo del Santo Grial de hace diez años que puso dentro de Sakura y afirma que no es su aliado; de hecho, apenas puede contenerlo. Zōken le dice a Shirou que la única forma de detener a la sombra es que él mate a Sakura, ya que él es el único en quien ella confía lo suficiente como para dejarlo acercarse, pero no se atreve a hacerlo.
Al verse a sí misma como una carga para Shirou, Sakura le ordena a Rider que lo proteja y regresa a la finca Matō, con Shirou persiguiéndolo. Sin embargo, Shinji intenta violar a Sakura una vez que ella llega, culpándola por su incapacidad para convertirse en un mago. Amenazada con que Shirou descubra que Shinji la ha violado durante años, Sakura entra en pánico y mata a su hermano adoptivo. Cuando Sakura se da cuenta de lo que ha hecho, la sombra se fusiona con su cuerpo y la corrompe.

## Producción

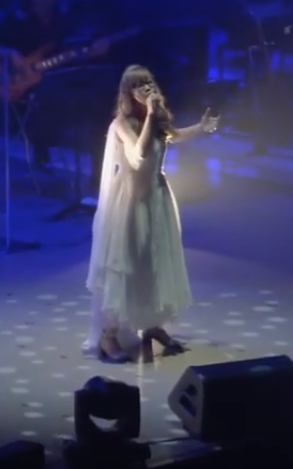
Aimer interpretó el tema de la película.

La película fue revelada por primera vez en mayo de 2018. El director Tomonori Sudō consideró que era una película difícil de desarrollar, pero expresó su alegría por la forma en que los fanáticos reaccionaron a la película. Sudō declaró además que su objetivo era expandir el desarrollo de la caracterización de Shirou y Sakura en ciertas escenas. Otro miembro del personal dijo que la película tiene un final impactante y esperaba con ansias el lanzamiento de la tercera y última película Heaven's Feel para concluir la historia.
El elenco de voces japonesas repitió sus papeles de la película anterior. Noriaki Sugiyama expresó cómo proporcionó una visión diferente de Shirou, con el objetivo de darle un estilo de cabeza fría. Noriko Shitaya disfrutó de los sentimientos de Sakura siendo notados por Shirou con respecto a que ella estaba enamorada de él. Ayako Kawasumi tenía sentimientos encontrados sobre la caracterización más oscura de Saber en la forma de su nueva forma, Saber Alter, pero aún quería que los fanáticos vieran a su personaje en acción. La actriz de Rin Tohsaka, Kana Ueda, dijo que se sintió emocionada mientras grababa partes de la película hasta el punto de llorar. Hiroshi Kamiya descubrió que su personaje, Shinji Matou, había evolucionado de formas más oscuras en la franquicia de Fate hasta el punto de que dijo que Shinji era el antagonista real de la película.
El 1 de noviembre de 2018, se anunció que el tema principal de la película «I beg you» sería compuesto por Yuki Kajiura e interpretada por Aimer. «I beg you» fue escrita para explorar la relación entre Sakura y Shirou, ya que Aimer quería mostrar la oscura personalidad de Sakura ya que ella aspira a ser amada por Shirou pero no quiere que él sepa sus secretos.

## Lanzamiento
La película se estrenó en Japón el 12 de enero de 2019. Aniplex of America anunció en Anime Expo 2018 que lanzarían la película en cines en los Estados Unidos, con un estreno en el Regal LA Live en Los Ángeles el 23 de febrero de 2019, y un lanzamiento más amplio, en colaboración con Fathom Events, proyectado en cines desde el 14 de marzo de 2019. También abrió en Canadá el 14 de marzo. En Australia y Nueva Zelanda, Madman Entertainment anunció que estrenarían la película en Madman Anime Festival Sydney 2019 el 16 de marzo de 2019, con un lanzamiento más amplio programado para finales de año. También se inauguró en Malasia el 18 de abril.
Para promocionar la película, los desarrolladores colaboraron con Pizza Hut en Japón, y se agregaron varios personajes de la película al juego Puzzle & Dragons. La película fue lanzada en DVD y Blu-ray el 21 de agosto de 2019 en Japón.

## Recepción

### Taquilla
La película debutó en la cima de la taquilla de Japón, vendiendo 363,080 boletos para ganar ¥602,841,741(US$5,55 million) En tres días. La película vendió un 12% más de entradas y ganó un 18% más en su primer fin de semana que la primera película de la trilogía. En su duodécimo día, la película superó los ¥1 mil millones, superando una vez más el récord de Presage Flower. La película cayó al número cuatro en su tercera semana, y al número diez en su cuarta semana, ganando un total de ¥1,320,295,396(US$12 million). En su quinta semana, la película cayó de los diez primeros, aún ganando 57,369,900 yenes ($ 518,900), para un total de ¥1,429,918,296 (US$12,93 million). Al 19 de febrero de 2019, se vendieron más de 1 millones de entradas y recaudó más de 
¥1.5 mil millones (US$13,54 million) en Japón.
En el extranjero, la película recaudó HK$1.15 millones en Hong Kong. El debut norteamericano de la película ganó 420.595 dólares en taquilla en marzo de 2019 En China, donde la película se estrenó el 12 de julio de 2019, debutó con un primer fin de semana de US$3,5 millones. Al 14 de julio de 2019, la película ha recaudado US$19,8 millonesmundialmente.

### Música
El tema principal «I beg you» encabezó las listas de éxitos de Oricon con 31.000 copias vendidas.

### Respuesta de la crítica
Lost Butterfly recibió críticas positivas. Kim Morrissy de Anime News Network le dio a la película una puntuación general de "A", elogiando su trama oscura y las relaciones de los personajes principales. Sin embargo, ella creía que la película no sería accesible para nuevos espectadores. Skyler Allen de The Fandom Post le dio una "A-", elogiando las escenas de lucha entre Saber Alter y Berserker como uno de los aspectos más destacados por su ejecución en términos de animación. Le gustó el desarrollo de Shirou y Sakura, pero afirmó que los espectadores podrían sentirse incómodos con los sentimientos de esta última sobre las relaciones sexuales. Richard Eisenbeis de Biggest in Japan descubrió que el arco del personaje de Shirou tomó un tono que contradecía sus ideales de historias anteriores como resultado de arriesgarse a perder vidas por el bien de Sakura, haciendo de la historia un momento decisivo para el personaje.
Escribiendo para IGN, Cristina Aldrete sintió que la personalidad de Sakura fue una de las mejores partes de la segunda película debido a cómo sufre una caracterización más oscura a pesar de conservar su original personalidad bien intencionada. También se señaló que las peleas entre sirvientes eran el mayor foco de la película. Pablo López de SDPNoticias escribió que Lost Butterfly era superior a su predecesor, y que lo consideraba el mejor lanzamiento de la franquicia hasta el momento. Elogió la película por su enfoque en la relación entre Shirou y Sakura, así como sus múltiples batallas de sirvientes, que consideró muy atractivas, pero sintió que los fanáticos de Illya, Gilgamesh y otros personajes podrían sentirse decepcionados por su falta de tiempo en pantalla. Se observó que la presencia de desnudez y sangre en la película era una adaptación adecuada del contenido maduro de la novela visual, y sus imágenes y escenas de lucha también fueron bien recibidas.